# Coupe anglo-galloise de rugby à XV 2014-2015
Navigation
LV= Cup 2013-2014 Anglo-Welsh Cup 2016-2017
La coupe anglo-galloise oppose pour la saison 2014-2015 les douze équipes anglaises du Aviva Premiership et les quatre franchises galloises du Pro12. La coupe porte le nom de LV= Cup, nom de la compagnie d'assurance LV= qui sponsorise l'épreuve. La compétition débute le 1er novembre 2014 par une phase de poules pour s'achever par une finale disputée le 22 mars 2015. Le déroulement de la première phase est identique à l'édition précédente. Les affrontements ne se font pas au sein d'un même groupe mais de manière inter-groupe. Les équipes arrivées premières de chaque poule sont qualifiées pour la phase de play-off avec des demi-finales et une finale pour l'attribution du titre.
La compétition est remportée par les Saracens qui dominent les Exeter Chiefs en finale sur le score de 23 à 20, remportant ainsi leur deuxième titre dans la compétition.

## Liste des équipes en compétition
La compétition oppose pour la saison 2014-2015 les douze équipes anglaises de la Guinness Premiership et les quatre franchises galloises du Pro12 :
| - Bath Rugby - Exeter Chiefs - Gloucester - Harlequins | - Leicester Tigers - London Irish - London Wasps - London Welsh | - Newcastle Falcons - Northampton Saints - Saracens - Sale Sharks | - Cardiff Blues - Llanelli Scarlets - Dragons - Ospreys |

## Phase de poule

### Détails des matchs

#### 1rejournée
| 1er novembre 2014 | Bath Rugby | 47 – 7 | London Welsh |  |
| 1er novembre 2014 |            |        |              |  |
| 1er novembre 2014 |            |        |              |  |

| 1er novembre 2014 | Exeter Chiefs | 28 – 27 | Gloucester |  |
| 1er novembre 2014 |               |         |            |  |
| 1er novembre 2014 |               |         |            |  |

| 1er novembre 2014 | Sale Sharks | 32 – 29 | London Wasps |  |
| 1er novembre 2014 |             |         |              |  |
| 1er novembre 2014 |             |         |              |  |

| 1er novembre 2014 | London Irish | 16 – 17 | Leicester Tigers |  |
| 1er novembre 2014 |              |         |                  |  |
| 1er novembre 2014 |              |         |                  |  |

| 1er novembre 2014 | Northampton Saints | 37 – 23 | Newcastle Falcons |  |
| 1er novembre 2014 |                    |         |                   |  |
| 1er novembre 2014 |                    |         |                   |  |

| 2 novembre 2014 | Saracens | 25 – 20 | Harlequins |  |
| 2 novembre 2014 |          |         |            |  |
| 2 novembre 2014 |          |         |            |  |

| 14 novembre 2014 | Cardiff Blues | 19 – 13 | Llanelli Scarlets |  |
| 14 novembre 2014 |               |         |                   |  |
| 14 novembre 2014 |               |         |                   |  |

| 14 novembre 2014 | Ospreys | 35 – 51 | Dragons |  |
| 14 novembre 2014 |         |         |         |  |
| 14 novembre 2014 |         |         |         |  |

#### 2ejournée
| 7 novembre 2014 | Llanelli Scarlets | 7 – 24 | Northampton Saints |  |
| 7 novembre 2014 |                   |        |                    |  |
| 7 novembre 2014 |                   |        |                    |  |

| 7 novembre 2014 | Ospreys | 9 – 21 | Saracens |  |
| 7 novembre 2014 |         |        |          |  |
| 7 novembre 2014 |         |        |          |  |

| 7 novembre 2014 | Harlequins | 31 – 21 | Dragons |  |
| 7 novembre 2014 |            |         |         |  |
| 7 novembre 2014 |            |         |         |  |

| 7 novembre 2014 | Newcastle Falcons | 21 – 22 | Cardiff Blues |  |
| 7 novembre 2014 |                   |         |               |  |
| 7 novembre 2014 |                   |         |               |  |

| 8 novembre 2014 | Exeter Chiefs | 18 – 6 | Bath Rugby |  |
| 8 novembre 2014 |               |        |            |  |
| 8 novembre 2014 |               |        |            |  |

| 9 novembre 2014 | London Wasps | 43 – 22 | London Irish |  |
| 9 novembre 2014 |              |         |              |  |
| 9 novembre 2014 |              |         |              |  |

| 9 novembre 2014 | London Welsh | 9 – 18 | Gloucester |  |
| 9 novembre 2014 |              |        |            |  |
| 9 novembre 2014 |              |        |            |  |

| 9 novembre 2014 | Leicester Tigers | 29 – 13 | Sale Sharks |  |
| 9 novembre 2014 |                  |         |             |  |
| 9 novembre 2014 |                  |         |             |  |

#### 3ejournée
| 31 janvier 2015 | Harlequins | 21 – 23 | Bath Rugby |  |
| 31 janvier 2015 |            |         |            |  |
| 31 janvier 2015 |            |         |            |  |

| 31 janvier 2015 | Gloucester | 32 – 25 | Ospreys |  |
| 31 janvier 2015 |            |         |         |  |
| 31 janvier 2015 |            |         |         |  |

| 31 janvier 2015 | Leicester Tigers | 17 – 8 | Northampton Saints |  |
| 31 janvier 2015 |                  |        |                    |  |
| 31 janvier 2015 |                  |        |                    |  |

| 31 janvier 2015 | Llanelli Scarlets | 27 – 18 | London Irish |  |
| 31 janvier 2015 |                   |         |              |  |
| 31 janvier 2015 |                   |         |              |  |

| 1er février 2015 | London Wasps | 42 - 45 | Cardiff Blues |  |
| 1er février 2015 |              |         |               |  |
| 1er février 2015 |              |         |               |  |

| 1er février 2015 | London Welsh | 15 - 20 | Saracens |  |
| 1er février 2015 |              |         |          |  |
| 1er février 2015 |              |         |          |  |

| 1er février 2015 | Dragons | 32 - 37 | Exeter Chiefs |  |
| 1er février 2015 |         |         |               |  |
| 1er février 2015 |         |         |               |  |

| 1er février 2015 | Newcastle Falcons | 39 - 19 | Sale Sharks |  |
| 1er février 2015 |                   |         |             |  |
| 1er février 2015 |                   |         |             |  |

#### 4ejournée
| 7 février 2015 | Sale Sharks | 38 - 3 | Llanelli Scarlets |  |
| 7 février 2015 |             |        |                   |  |
| 7 février 2015 |             |        |                   |  |

| 7 février 2015 | Cardiff Blues | 9 - 43 | Leicester Tigers |  |
| 7 février 2015 |               |        |                  |  |
| 7 février 2015 |               |        |                  |  |

| 7 février 2015 | Bath Rugby | 10 - 13 | Ospreys |  |
| 7 février 2015 |            |         |         |  |
| 7 février 2015 |            |         |         |  |

| 7 février 2015 | London Irish | 13 - 31 | Newcastle Falcons |  |
| 7 février 2015 |              |         |                   |  |
| 7 février 2015 |              |         |                   |  |

| 7 février 2015 | Gloucester | 25 - 7 | Harlequins |  |
| 7 février 2015 |            |        |            |  |
| 7 février 2015 |            |        |            |  |

| 7 février 2015 | Northampton Saints | 29 - 6 | London Wasps |  |
| 7 février 2015 |                    |        |              |  |
| 7 février 2015 |                    |        |              |  |

| 8 février 2015 | Dragons | 17 - 13 | London Welsh |  |
| 8 février 2015 |         |         |              |  |
| 8 février 2015 |         |         |              |  |

| 8 février 2015 | Saracens | 35 - 18 | Exeter Chiefs |  |
| 8 février 2015 |          |         |               |  |
| 8 février 2015 |          |         |               |  |

### Classement des poules
| Rang | Club                  | J | V | N | D | Bo | Bd | Pm  | Pe  | Diff | Pts |
| ---- | --------------------- | - | - | - | - | -- | -- | --- | --- | ---- | --- |
| 1    | Saracens              | 4 | 4 | 0 | 0 | 1  | 0  | 101 | 62  | +39  | 17  |
| 2    | Gloucester RFC        | 4 | 3 | 0 | 1 | 1  | 1  | 102 | 69  | +33  | 14  |
| 3    | Newport Gwent Dragons | 4 | 2 | 0 | 2 | 2  | 1  | 121 | 116 | +5   | 11  |
| 4    | Bath Rugby            | 4 | 2 | 0 | 2 | 2  | 1  | 86  | 59  | +27  | 11  |

| Rang | Club               | J | V | N | D | Bo | Bd | Pm  | Pe  | Diff | Pts |
| ---- | ------------------ | - | - | - | - | -- | -- | --- | --- | ---- | --- |
| 1    | Northampton Saints | 4 | 3 | 0 | 1 | 2  | 0  | 98  | 53  | +45  | 14  |
| 2    | Cardiff Blues      | 4 | 3 | 0 | 1 | 1  | 0  | 95  | 119 | -24  | 13  |
| 3    | Sale Sharks        | 4 | 2 | 0 | 2 | 2  | 0  | 102 | 100 | +2   | 10  |
| 3    | London Irish       | 4 | 0 | 0 | 4 | 0  | 1  | 69  | 118 | -49  | 1   |

| Rang | Club              | J | V | N | D | Bo | Bd | Pm  | Pe  | Diff | Pts |
| ---- | ----------------- | - | - | - | - | -- | -- | --- | --- | ---- | --- |
| 1    | Leicester Tigers  | 4 | 4 | 0 | 0 | 2  | 0  | 106 | 46  | +60  | 18  |
| 2    | Newcastle Falcons | 4 | 2 | 0 | 2 | 2  | 1  | 114 | 91  | +23  | 11  |
| 3    | Wasps RFC         | 4 | 1 | 0 | 3 | 3  | 2  | 120 | 128 | -8   | 9   |
| 4    | Llanelli Scarlets | 4 | 1 | 0 | 3 | 0  | 1  | 50  | 99  | -49  | 5   |

| Rang | Club              | J | V | N | D | Bo | Bd | Pm  | Pe  | Diff | Pts |
| ---- | ----------------- | - | - | - | - | -- | -- | --- | --- | ---- | --- |
| 1    | Exeter Chiefs (T) | 4 | 3 | 0 | 1 | 1  | 0  | 101 | 100 | +1   | 13  |
| 2    | Ospreys           | 4 | 1 | 0 | 3 | 1  | 1  | 82  | 114 | -32  | 6   |
| 3    | Harlequins        | 4 | 1 | 0 | 3 | 0  | 2  | 79  | 94  | -15  | 6   |
| 4    | London Welsh      | 4 | 0 | 0 | 4 | 0  | 2  | 44  | 102 | -58  | 2   |

|  | Qualifiés pour la phase finale (no 1 de chaque poule). |
|  | T : Tenant du titre 2014                               |

Attribution des points : victoire sur tapis vert : 5, victoire : 4, match nul : 2, défaite : 0, forfait : -2 ; plus les bonus (offensif : au moins 4 essais marqués ; défensif : défaite par 7 points d'écart ou moins).
Règles de classement : ?

## Phase finale

### Demi-finales
| 14 mars 2015 | Saracens                                                                                          | 24 – 20 (5 - 13) | Northampton Saints                                                                | Franklin's Gardens, Northampton 9 000 spectateurs |
| 14 mars 2015 | Essai(s) : Strettle, Ellery Transformation(s) : Spencer Pénalité(s) : Spencer (3) Drop(s) : Mordt |                  | Essai(s) : Olver, Dowson Transformation(s) : Olver, Myler Pénalité(s) : Olver (3) | Franklin's Gardens, Northampton 9 000 spectateurs |
| 14 mars 2015 |                                                                                                   |                  |                                                                                   | Franklin's Gardens, Northampton 9 000 spectateurs |

| 15 mars 2015 | Leicester Tigers                                                                | 22 – 30 (16 - 20) | Exeter Chiefs | Welford Road Stadium, Leicester 11 040 spectateurs |
| 15 mars 2015 | Essai(s) : Rizzo Transformation(s) : Bell Pénalité(s) : Bell (4) Drop(s) : Bell |                   | Essai(s) : Taione, Vainikolo, Bateman · Transformation(s) : Sweeney · Pénalité(s) : Sweeney · Carton(s) jaune(s) : 61e à 71e Bodilly · | Welford Road Stadium, Leicester 11 040 spectateurs |
| 15 mars 2015 |                                                                                 |                   | | Welford Road Stadium, Leicester 11 040 spectateurs |

### Finale
| 22 mars 2015 | Saracens | 23 – 20 (3 – 6) | Exeter Chiefs                                                                 | Franklin's Gardens, Northampton 8 365 spectateurs Arbitre : Ian Davies |
| 22 mars 2015 | Essai(s) : Strettle (2), de Jager · Transformation(s) : Spencer · Pénalité(s) : Spencer (2) · Carton(s) jaune(s) : 37e à 47e Spencer · 68e à 78e Spurling · |                 | Essai(s) : Bodilly (2) Transformation(s) : Steenson (2) Pénalité(s) : Sweeney | Franklin's Gardens, Northampton 8 365 spectateurs Arbitre : Ian Davies |
| 22 mars 2015 | |                 |                                                                               | Franklin's Gardens, Northampton 8 365 spectateurs Arbitre : Ian Davies |